# モスクワ・ヴィルトゥオージ
モスクワ・ヴィルトゥオージ（ロシア語: Виртуозы Москвы, 英語: Moscow Virtuosi）は、ロシア・モスクワを本拠地とする室内オーケストラである。モスクワ・ヴィルトゥオーゾ室内管弦楽団とも呼ばれる。

## 沿革
1979年にヴラディーミル・スピヴァコフにより、モスクワ音楽院の出身者などをメンバーとして設立される。現在までスピヴァコフが芸術監督を務め、ソ連やロシアを代表する室内オーケストラとして活躍している。
レコーディングは、スピヴァコフ指揮・エフゲニー・キーシン独奏で各種ピアノ協奏曲集、モーツァルトの交響曲集やシチェドリンの「カルメン組曲」などがある。